# Trochammininae
Trochammininae es una subfamilia de foraminíferos bentónicos de la familia Trochamminidae, de la superfamilia Trochamminoidea, del suborden Trochamminina, y del orden Trochamminida. Su rango cronoestratigráfico abarca desde el Carbonífero superior hasta la Actualidad.

## Discusión
Clasificaciones previas incluían Trochammininae en el suborden Textulariina del orden Textulariida. Otras clasificaciones lo han incluido en el orden Lituolida.

## Clasificación
Trochammininae incluye a los siguientes géneros:
- Ammoanita †
- Ammoglobigerina
- Asarotammina
- Calyptammina
- Camurammina
- Globotrochamminopsis
- Lepidoparatrochammina
- Lingulotrochammina
- Paratrochammina
- Patellovalvulina †
- Portatrochammina
- Pseudadercotryma
- Tritaxis
- Trochammina
- Trochamminopsis

Otros géneros asignados a Trochammininae y clasificados actualmente en otras subfamilias y/o familia son:
- Balticammina, ahora en la subfamilia Polystomammininae
- Insculptarenula, ahora en la familia Adercotrymidae

Otros géneros considerados en Trochammininae son:
- Glomerina, de estatus incierto, considerado sinónimo posterior de Trochammina
- Gyrammina, de estatus incierto, considerado sinónimo posterior de Trochammina
- Reussina, aceptado como Ammoglobigerina
- Trochoporina, aceptado como Ammoglobigerina
- Rhaphidohelix, aceptado como Trochammina